# 栄松斎長喜

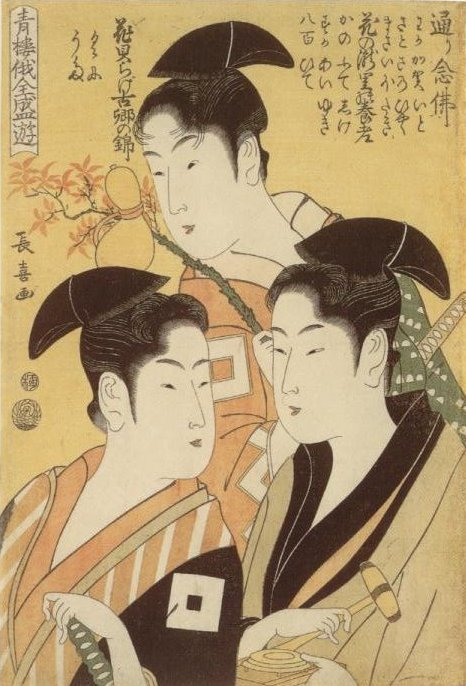
青楼俄全盛遊

栄松斎 長喜（えいしょうさい ちょうき、生没年不詳）は、江戸時代中期の浮世絵師。

## 来歴
鳥山石燕の門人。喜多川歌麿と同門である。姓名不詳。伝馬町で家主をしていたとされるが、詳細は不明。作画期は天明 ‐ 文化6年（1809年）に亘る。初めは百川子興と号していたが、天明末年 ‐ 寛政初年に長喜と改め、寛政7年（1796年）か寛政8年（1797年）頃、また百川子興に戻る。さらに享和元年（1801年）頃、再び長喜に戻ったといわれている。ただし、子興と長喜については、一時は同一人といわれていたが、戦後は別人とする説が有力である。画風は歌麿の影響が強く見られるが、かなり個性的な絵師であった。錦絵、黄表紙、狂歌本、洒落本の挿絵及び肉筆浮世絵に優れた作品を残している。なお、文政期の狂歌本に長喜署名の挿絵と狂歌が載るが同一人か未詳である。
主要な錦絵は寛政3年（1791年）ころから寛政7年ころの長喜時代に美人画が多く描かれており、大判錦絵の代表作に「初日の出」（大英博物館所蔵）、重要文化財「井筒中居かん　芸子あふきやふ勢や」、「秋色女」（以上、東京国立博物館所蔵）、「蛍狩り」（ホノルル美術館所蔵）があげられる。その他三枚続「なにわや店先」（慶應義塾図書館所蔵）などの堂々とした作品が多い。全身像、群像、大首絵などどちらかといえば長喜の時期の美人画に佳作が残されている。肉筆では「太夫と朝比奈図」（大英博物館所蔵）が知られる。また、東洲斎写楽風の役者似顔絵もみられ、子興と改号してからは画風の様式化が目立ち、黄表紙を中心とした版本の挿絵が多い。

## 作品

### 錦絵
- 「難波屋店先」 間判3枚続 寛政4年‐寛政5年ころ
- 「青楼俄全盛遊 豊蔵末社舞 ちりう市蔵 さる廻し」  大判 寛政6年ころ
- 「大坂新町 東ノ扇屋つかさ太夫」 大判 寛政中期
- 「蛍狩」 大判 寛政中期
- 「初日の出」大判　大英博物館所蔵 寛政中期
- 「月見」 大判 寛政中期
- 「雪中美人」大判 寛政中期
- 「東風俗五節句合」 大判5枚揃 寛政後期 子興画
- 「青楼美人合 扇屋内花扇」 大判

### 版本
- 『天下一面鏡梅鉢』 黄表紙 唐来参和作 寛政1年
- 『廿四孝安売請合』 黄表紙 蘭奢亭香保留作 享和1年 子興画
- 『大中黒本種』 黄表紙 虚呂利作 享和3年 子興画

### 肉筆浮世絵
- 「美人立姿図」　絹本着色 ニューオータニ美術館所蔵
- 「太夫と朝比奈図」　紙本着色 大英博物館所蔵

「百川子興」画
- 「美人に猫図」　東京国立博物館所蔵
- 「双虎図」　絹本著色　個人蔵[2]